# Agua Gorda
Agua Gorda de los Patos se localiza en el Municipio de Pinos del Estado de Zacatecas México y en el municipio de Villa de Arriaga del estado de San Luis Potosí, México. Se encuentra en las coordenadas GPS:
Longitud (dec): -101.469722 y -101.465833.
Latitud (dec): 21.880833 y 21.876944.
La localidad se encuentra a una mediana altura de 2220 metros sobre el nivel del mar.
La razón por la que esta comunidad cuenta con dos ubicaciones es porque la comunidad pertenece a dos municipios ya que la línea divisoria entre Zac. y S.L.P. pasa por el centro de la comunidad.

## Servicios
Cuenta con los servicios básicos de agua, luz, drenaje y educación. 

## Educación
Cuenta con los servicios de educación Preescolar, primaria y secundaria, además de tener acceso al IZEA (Instituto Zacatecano de Educación para los Adultos) con un punto de encuentro dirigido por la Sra. María Isabel Delgadillo Salinas. En cuanto a la educación media-superior los jóvenes acuden a las instituciones Cbtis 245 y la preparatoria Díaz de León de Ojuelos de Jalisco, Jal. y también al Cobach ubicado en la cabecera municipal de Villa de Arriaga S.L.P. Para tener acceso a la Educación superior los jóvenes tienen que migrar a las ciudades de Zacatecas, San Luis Potosí, León, Guadalajara y Aguascalientes, principalmente.

## Estructura social
Se tiene acceso a la atención médica principalmente del seguro popular al contar con una clínica ubicada en la comunidad, la minoría cuenta con atención médica del ISSSTE y del IMSS.